# Wilhelm Kopp (Mediziner)
Wilhelm Kopp (auch Wilhelm Koch, Gulielmus Copus, Guillaume Copus) (* um 1461 in Basel; † 1532) war ein Schweizer Mediziner und Übersetzer medizinischer Schriften. Er wirkte ab 1512 in Paris als Leibarzt der französischen Könige Ludwig XII. und  Franz I.
Um 1474 war er Schüler des Johannes Heberling, der zu dieser Zeit in Basel die Vorlesungen Johannes Reuchlins hörte. Zu seinen Lehrern gehörte auch Conrad Celtis. 1496/97 betreute er in Paris Erasmus von Rotterdam als Arzt und Freund.
Belegt ist Kopp in den Jahren 1500 in Venedig sowie in den Jahren 1513, 1520, 1523 und 1527 in Paris. Er gab dort im Jahr 1510 seine Übersetzung von Paulos’ von Aigina Praecepta salubria (7. Jahrhundert) heraus. und 1513 eine Übersetzung von Galens Περἰ τῶν πεπονϑότων τόπων.
Unter anderem mit Niccolò Leoniceno beteiligte er sich an der ersten lateinischen, 1526 bei Andreas Cratander in Basel veröffentlichten Übersetzung des Hippokrates.
Einer seiner Söhne war Nicolas Cop.